# 秋なのにバラ色
秋なのにバラ色（あきなのにばらいろ）はTBS系列で1981年9月16日～12月2日に放送された毎日放送制作・TBS系列のテレビドラマ。全12回。

## 概要
家裁の女性判事と工務店を経営する職人肌の男、このおよそ結びつきそうにない中年同士のラブロマンスをコメディータッチで描いていく。

## キャスト

### 主要人物
中津川一恵／若尾文子
家庭裁判所の女性判事。たくさんの調停事件を抱えて忙しい毎日を過ごしている。十年前に夫と死別しマンションで1人暮らし。
高木圭一郎／杉浦直樹
職人気質で高木工務店を経営している。前妻と離婚後は母親と息子との3人暮らし。
関口正義／高橋昌也
一恵の先輩判事。
岡部達也／名古屋章
圭一郎の親友で飲食店を経営する実業家。妻と離婚調停中で一恵に好意を持つ。
中里澄子／水野久美
一恵の親友で旅行代理店勤務。

### 中津川家
- 中津川庄平 ：三木のり平・・・一恵の父。人形町で粕漬屋「中津川商店」を営む。
- 中津川次子 ：結城美栄子・・・一恵の妹（次女）。俊夫と共に粕漬屋を切り盛りしている。
- 中津川俊夫 ：秋野太作・・・次子の夫で婿養子。
- 中津川正夫 ：林泰文
- 中津川靖子 ：高沢順子・・・一恵の妹（三女）。口が悪い

### 高木家
- 高木きく ：近松麗江・・・圭一郎の母。判事である一恵が息子と交際するのを快く思っていない。
- 高木幸司 ：西川和孝・・・圭一郎の長男。
- とめ子 ：真山知子・・・圭一郎の別れた妻。ホテルの美容室に勤務しており、圭一郎に独立資金を出させようとする。

### その他
- 滝沢悠子 ：深水真紀子・・・一恵の娘。養父母と福岡に住んでいる。
- 玉井キミ子 ：根岸明美・・・庄平が以前交際していた女。
- 田島常子 ：大西加代子・・・家裁で一恵を補佐する事務スタッフ。
- 渡辺 ：垂木勉・・・岡部が経営しているスナック雪のバーテン。
- 英子：森みつ子・・・岡部が経営している喫茶店ボンのママ。
- 幸子 ：若狭奎子・・・岡部が経営している喫茶店ボンのスタッフ。
- 井上義之 ：加藤斉孝・・・澄子が紹介した靖子の見合い相手。シンガポール在住のホテルマン。

## スタッフ
- 脚本：楠田芳子
- 音楽：福井峻
- 制作：相澤英也（毎日放送）
- プロデューサー：加藤哲也（松竹芸能）
- 技術：田中一穂
- 技術協力：東通
- 制作協力：PDS
- 演出：久野浩平（PDS）

## サブタイトル
1. 1981年9月16日 「ぶつかって恋？」
2. 1981年9月23日 「男と女と爆発と」
3. 1981年9月30日 「私だってただの女」
4. 1981年10月7日 「男が、惚れるとき」
5. 1981年10月14日 「恋の片側通行」
6. 1981年10月21日 「10分だけのデイト」
7. 1981年10月28日 「やさしく、やるせなく」
8. 1981年11月4日 「ママの恋人？」
9. 1981年11月11日 「惚れたら命がけ」
10. 1981年11月18日 「もう会いません！」
11. 1981年11月25日 「結婚しよう！」
12. 1981年12月2日 「今は二人だけ」